# عسر النوم

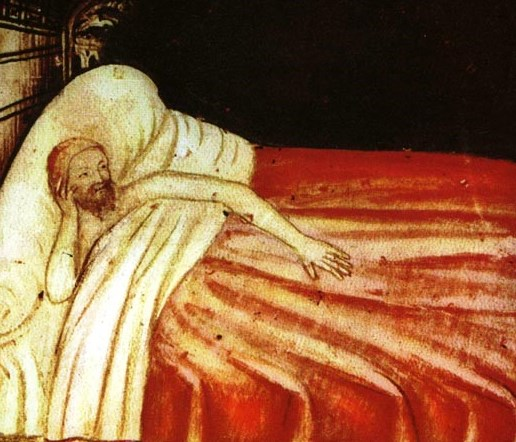
صورة توصف الأرق من كتاب تقويم الصحة لابن بطلان

عسر النوم (بالإنجليزية: Dyssomnia)‏ هو تصنيف واسع لاضطرابات النوم التي تشمل صعوبة النوم، والبقاء نائماً، أو النعاس المفرط.
عسر النوم هي اضطرابات رئيسية في الدخول في النوم أو الحفاظ عليه أو النعاس الزائد، وتتميز بالاضطراب في كمية النوم أو جودته أو توقيته.
قد يشكو المرضى من صعوبة النوم أو البقاء في النوم، والاستيقاظ المتقطع خلال الليل، والاستيقاظ المبكر في الصباح، أو تجميع أي من هذه الأعراض. وعادة ما تكون الحالات العابرة ذات أهمية ضئيلة. ومن بين العوامل الشائعة التي تؤثر على النوم: التوتر، الكافيين، الشعور بعدم الارتياح الجسدي، قيلولة النهار، والنوم المبكر في الليل.

## الأنواع
هناك أكثر من 31 نوعًا معروفًا من عسر النوم. تشمل المجموعات الثلاث الرئيسية، بالإضافة إلى أنواع المجموعات ما يلي: :15
- اضطرابات النوم الأساسية[1]:15
  - فرط النوم مجهول السبب،
  - نوم قهري،
  - اضطراب حركة الأطراف الدورية،
  - متلازمة تململ الساقين،
  - انقطاع النفس الانسدادي النومي،
  - انقطاع النفس النومي المركزي،
  - سوء إدراك حالة النوم،
  - الأرق النفسي الفسيولوجي،
  - فرط النوم المتكرر،
  - فرط النوم بعد الصدمة،
  - متلازمة قلة التهوية الرئوية المركزية،
- اضطرابات النوم الخارجية - ثمة 13 اضطرابًا، بما في ذلك[1] :16
  - اضطراب النوم المعتمد على الكحول،
  - أرق حساسية الطعام،
  - روتين النوم غير الكافي.
- اضطراب نوم الإيقاع اليوماوي، داخلية وخارجية على حد سواء - ثمة 6 اضطرابات، بما في ذلك[1] :16
  - اضطراب طور النوم المتقدم،
  - اضطراب طور النوم المتأخر،
  - اضطراب الرحلات الجوية الطويلة
  - اضطراب النوم الناتج عن العمل بنظام الورديات.

## مقالات ذات صلة
- خطل نومي
- مشاكل النوم عند النساء
- نعاس